# Prière pour la France (Marcel Van)

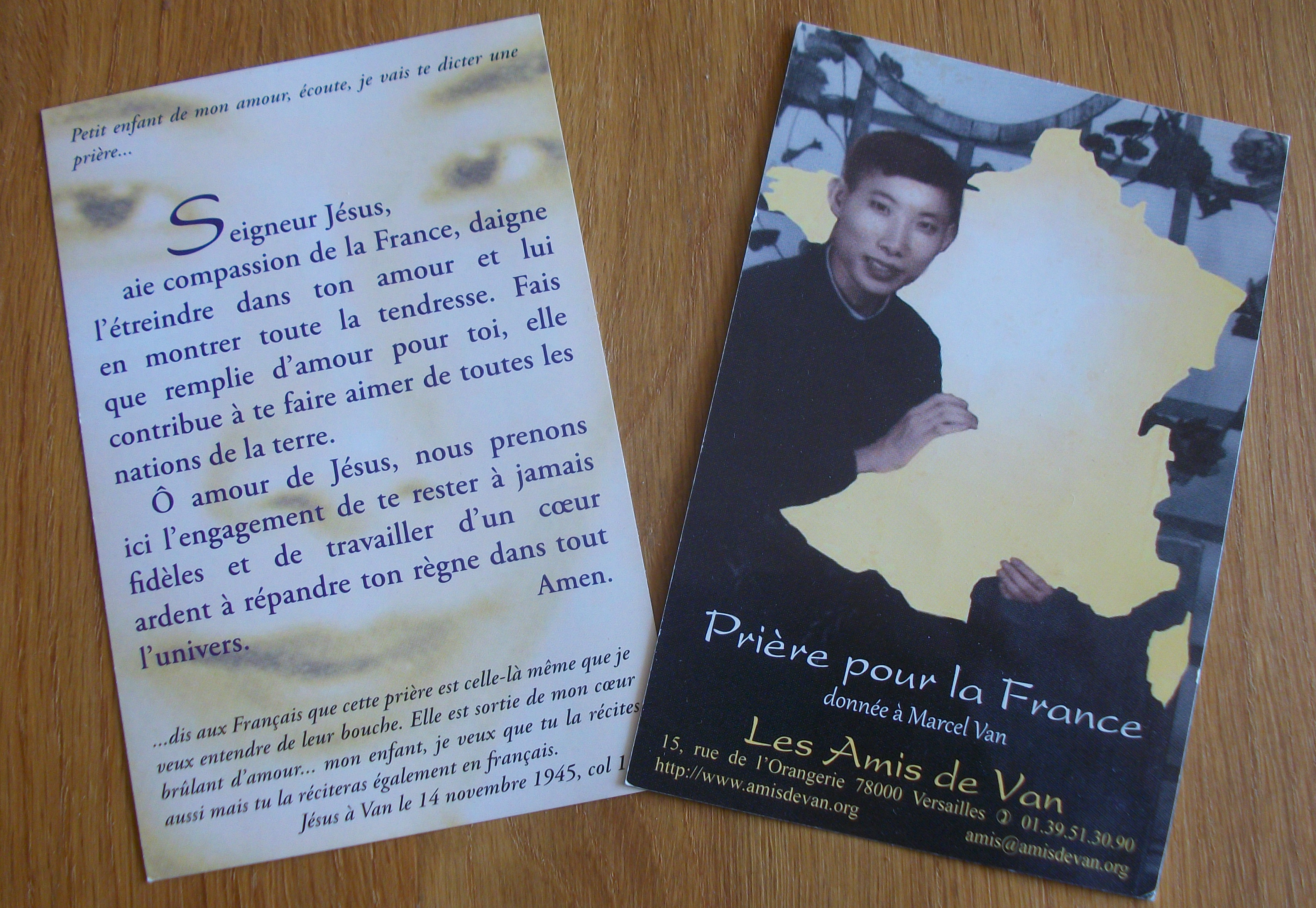
Images de la « prière pour la France ».

La prière pour la France est une prière composée par Marcel Van en  1945. Cette prière reste confidentielle jusqu'à la mise en place du processus de béatification du jeune homme, et à la diffusion de sa spiritualité dans les années 2000. Ce texte a également été mis en musique.

## Historique

### Histoire de la prière et de son auteur
Marcel Van est un jeune Vietnamien né en 1928. Souhaitant devenir prêtre très jeune, il est mis en formation dans des cures de prêtres missionnaires de son pays où il connait plusieurs déboires et mésaventures. Il finit par entrer chez les Rédemptoristes où il poursuit sa formation spirituelle. Le jeune novice raconte dans son autobiographie avoir eu des visions et des échanges avec le Christ, ainsi que Marie et sainte Thérèse. Lors de ces « colloques », il déclare que le Christ lui aurait dicté cette prière le 14 novembre 1945. Cette prière reste confidentielle jusqu'à la mise en place du processus de béatification du jeune homme, et à la diffusion de sa spiritualité.
Cette prière ne doit pas être confondue avec une autre « prière pour la France », écrite par Marthe Robin.

### Postérité
Cette prière a été diffusée (sous forme de petites images) à plusieurs centaines de milliers d'exemplaires. Elle a été reprise récemment à l'occasion de grands mouvements sociaux, comme l'opposition au mariage pour tous ou à la suite des attentats de Paris,.
Le texte de cette prière a été mis en musique par Martin Szersnovicz pour les Dei Amoris Cantores. Une autre mise en musique a été réalisée par Elisabeth Boglio-Charon. Il a été diffusé par ADF-Bayard Musique en avril 2017.
En mai 2016, à Paris et dans d'autres villes, s'est tenue une grande veillée de prière autour de Marcel Van et de sa Prière pour la France,,
Cette « prière pour la France » est également reprise et diffusée sur différents sites web confessionnels, seule ou avec différentes autres prières « pour la France ».
Cette prière est également reprise dans des livres et ouvrages chrétiens.

## Le texte de la prière
L'ouvrage des colloques indique le texte suivant : « Petit enfant de mon Amour, écoute, je vais te dicter une prière et cette prière, je veux que les Français me la récitent... »
« Seigneur Jésus, aie compassion de la France,
daigne l'étreindre dans ton Amour
et lui en montrer toute la tendresse.
Fais que, remplie d'Amour pour toi,
elle contribue à te faire aimer de toutes les nations de la terre.
Ô Amour de Jésus, nous prenons ici l'engagement de te rester à jamais fidèles
et de travailler d'un cœur ardent à répandre ton Règne dans tout l'univers.
Amen. »
Jésus a ensuite dit à Marcel Van : 
« Ô mon enfant, dis aux Français que cette prière est celle-là même que je veux entendre de leur bouche. Elle est sortie de mon cœur brûlant d'amour et je veux que les Français soient les seuls à la réciter. Quant à toi, mon enfant, je veux que tu la récites aussi mais tu la réciteras également en français (ton directeur y pourvoira) ; car j'ai voulu, ô ma petite fleur, que dès le début de ta croissance, tu sois orienté par la petite fleur de France, vers le soleil de mon Amour. ».

### Articles liés
- Marcel Van
- Œuvres complètes de Marcel Van
- Prières pour la France